# Creoda de Wessex
Creoda de Wessex (n. alrededor del año 493) es un oscuro personaje de la historia temprana del Reino de Wessex, que sólo aparece mencionado en el prefacio de la Crónica Anglosajona. Allí se establece que fue hijo de Cerdic y padre de Cynric, ambos monarcas de ese reino.